# Heteroxenia ghardaquensis
Heteroxenia ghardaquensis är en korallart. Heteroxenia ghardaquensis ingår i släktet Heteroxenia och familjen Xeniidae. Inga underarter finns listade i Catalogue of Life.